# Domingos Duarte
Domingos Sousa Coutinho Meneses Duarte  (Cascais, 10 maart 1995) is een Portugees voetballer die doorgaans als centrale verdediger speelt. Hij verruilde Granada in juli 2022 voor Getafe. Duarte debuteerde in 2022 in het Portugees voetbalelftal.

## Clubcarrière
Duarte werd opgeleid bij Sporting Lissabon, maar speelde hiervoor nooit in het eerste elftal. Na meer dan vijftig wedstrijd in het tweede team, verhuurde Sporting hem gedurende 2016/17 aan Belenenses. Hiervoor maakte hij zijn debuut in de Primeira Liga. Hij was het hele jaar basisspeler en dat was hij gedurende 2017/18 ook bij Chaves. Duarte werd ook in 2018/19 verhuurd, nu aan Deportivo La Coruña. Hiermee speelde hij dat jaar in de Segunda División. Zijn ploeggenoten en hij bereikten de zesde plaats en daarna de finale van de play-offs voor promotie naar de Primera División. Ze wonnen de eerste wedstrijd hiervan met 2–0 van RCD Mallorca, maar verloren het tweede duel met één doelpunt meer.
Duarte verliet Sporting in juli 2019 definitief en tekende bij de Spaanse promovendus Granada. Dat betaalde drie miljoen euro voor hem. Zo debuteerde hij op 17 augustus 2019 alsnog in de Primera División, tegen Villarreal. Zijn eerste competitiedoelpunt volgde op 5 oktober 2019 tegen Real Madrid. Duarte speelde drie seizoenen voor Granada. Hiermee eindigde hij twee seizoenen in de middenmoot, maar in 2021/22 onder de degradatiestreep. Hij ging niet mee naar de Segunda División, maar tekende in juli 2022 voor vier jaar bij Getafe.

## Interlandcarrière
Duarte maakte deel uit van verschillende Portugese nationale jeugdselecties. Hij bereikte met Portugal –19 de finale van het EK –19 van 2014 en met Portugal –20 de kwartfinale van het WK –20 van 2015. Duarte debuteerde op 11 november 2020 in het Portugees voetbalelftal, in een oefeninterland tegen Andorra.